# Puebla de la Reina
Puebla de la Reina è un comune spagnolo di 898 abitanti situato nella comunità autonoma dell'Estremadura, comarca Tierra de Barros.